# Arrest Kleuterschool Babbel
Het arrest Reuvers/Gemeente Zwolle (HR 6 april 1979, ECLI:NL:HR:1979:AH8595, NJ 1980/34.), ook wel bekend als Knabbel en Babbel, is een arrest van de Nederlandse Hoge Raad dat betrekking heeft op onrechtmatige overheidsdaad. In het arrest komen drie punten aan de orde:
- uitlatingen van een wethouder die aan de gemeente worden toegerekend;
- een maatstaf voor het beoordelen van de onrechtmatigheid;
- nieuwe feiten die pas in hoger beroep in pleidooi voor het eerst worden gesteld.

Het geldt in de rechtswetenschap als standaardarrest.

## Casus
De kleuterscholen "Babbel" en "Knabbel" zijn houten gebouwen met een platdakconstructie, die in 1966 in de gemeente Zwollerkerspel werden gebouwd door timmerbedrijf en aannemer Reuvers Houtbouw BV in opdracht van de Stichting tot Steun Openbaar Kleuteronderwijs Ittersum. Nadien is deze gemeente opgegaan in de gemeente Zwolle.
Op zondag 11 februari 1973 is het dak (het plafond van een leslokaal) van kleuterschool Babbel ingestort. Het hoofd van Bouw- en Woningtoezicht (Kamphuis) en daarna de wethouder van onderwijs (Witvliet) leggen meteen de schuld bij de aannemer die de houtconstructie heeft vervaardigd. Dit komt zo op televisie, op de radio en in de krant. Ook heeft de gemeente een persbericht uitgegeven met de mededeling dat Reuvers formeel aansprakelijk is gesteld. Enige tijd later wordt vastgesteld dat Reuvers geen blaam treft.
In een procedure tussen Reuvers en genoemde Stichting heeft de Raad voor Arbitrage voor de Bouwbedrijven in Nederland beslist, dat sprake was van een onjuiste dakconstructie. Hiervoor was de opdrachtgever verantwoordelijk. Reuvers vordert schadevergoeding van de gemeente Zwolle wegens onrechtmatige daad, omdat zijn bedrijf door het optreden van onder meer de wethouder schade heeft geleden.

## Rechtsvraag
De wethouder is geen orgaan van de gemeente en evenmin als ondergeschikte aan te merken. Is de gemeente aansprakelijk voor uitlatingen van de wethouder? (Ja.)

## Procesgang
De vordering is door de rechtbank afgewezen. Dit vonnis is in hoger beroep door het gerechtshof bekrachtigd. Dit arrest is in cassatie vernietigd, terwijl het geding is doorverwezen naar een ander hof voor verdere behandeling.

### Rechtbank en hof
De uitlatingen van de wethouder hadden een belangrijk aandeel in hetgeen Reuvers de gemeente verwijt. Rechtbank en hof overwogen, dat de gemeente alleen aansprakelijk gesteld kan worden indien de dader een door de Gemeentewet erkend gemeentelijk orgaan is.

### Hoge Raad
De Hoge Raad overwoog:

#### Eerste middel
1

Het (...) eerste middel komt terecht op tegen ’s Hofs oordeel dat voor de vraag of een Gemeente voor de gedragingen van een wethouder kan worden aangesproken, beslissend is of de wethouder in de Gemeentewet als orgaan van de Gemeente wordt erkend. De gedragingen van een wethouder kunnen immers ook dan een onrechtmatige daad van de Gemeente opleveren, wanneer zij in het maatschappelijk verkeer als gedragingen van de gemeente hebben te gelden. Aangenomen moet worden dat dit het geval is, wanneer de gedragingen van een wethouder van onderwijs bestaan in het doen van uitlatingen in zijn hoedanigheid ter zake van de aansprakelijkheid voor gebreken in de bouw van een in de gemeente gevestigde kleuterschool. Op dit punt behoort ’s Hofs arrest derhalve te worden vernietigd.

#### Tweede middel
4

Het tweede middel klaagt er (...) over dat het Hof bij zijn oordeel of de betreffende uitlatingen een onrechtmatige daad
opleveren waarvoor de Gemeente aansprakelijk is, een onjuiste maatstaf heeft aangelegd.

Deze klacht treft doel. In een situatie als voormeld zal de aansprakelijkheid van de Gemeente voor achteraf onjuist gebleken
uitlatingen — behalve van de bewoordingen daarvan — afhangen zowel van de vraag in hoeverre men van de zijde van de Gemeente
in de gegeven omstandigheden, waaronder de bij de Gemeente bestaande mogelijkheden tot nader onderzoek, op de juistheid van deze uitlatingen mocht vertrouwen, als van die in hoeverre van de betreffende uitlatingen in verband met de daaraan verbonden publiciteit al of niet belangrijke schade voor derden als Reuvers te verwachten was,
alsook van de mate waarin de betr. uitlatingen werden gerechtvaardigd door het door de Gemeente te behartigen belang van een
passende voorlichting van het publiek. Dit een en ander dient in onderling verband te worden bezien. Zo zal naarmate voor een derde als Reuvers een grotere schade verwacht kon worden, ook van de Gemeente mogen worden gevergd dat zij een diepergaand onderzoek naar de juistheid van de door haar mee te delen feiten instelde, eer zij deze aan de openbaarheid prijsgaf, terwijl anderzijds niet uitgesloten is dat het belang van een prompte voorlichting door de Gemeente als overheid in de gegeven omstandigheden zo dringend was dat van haar niet gevergd kon worden dat zij zich in afwachting van verder onderzoek van het doen van de betreffende mededelingen onthield.

Het Hof heeft het voorgaande in verschillende opzichten miskend.

#### Derde middel
7

Ook het derde middel treft doel. Het Hof heeft in zijn r.o. 30 geoordeeld dat ‘het pleidooi niet de plaats is om nieuwe feiten te stellen’. Deze stelling is in haar algemeenheid onjuist. Wel brengen regels van een goede procesorde mee dat de rechter eerst bij pleidooi gestelde feiten ter zijde kan laten op de grond dat de tegenpartij daarop niet meer voldoende heeft kunnen reageren of dat zij een nader onderzoek nodig zouden maken waarvoor het betr. geding geen gelegenheid meer biedt.
Uit de voormelde overweging van het Hof blijkt niet dat dit geval zich hier voordeed.

## Tot besluit
De beslissing op het eerste cassatiemiddel maakt het arrest tot een standaardarrest. De Hoge Raad heeft in casu een beslissing gegeven over aansprakelijkheid van de gemeente (een publiekrechtelijke rechtspersoon) uit onrechtmatige daad. Het criterium kan echter tevens worden toegepast op privaatrechtelijke rechtspersonen. Een rechtspersoon is aansprakelijk uit onrechtmatige daad als de gedraging van de handelende persoon in het maatschappelijk verkeer kan worden aangemerkt als gedraging van de rechtspersoon in kwestie. Het is dus niet noodzakelijk dat de handelende persoon een wettelijk orgaan (bestuur, raad van commissarissen, algemene vergadering) van de rechtspersoon is.
In het geding staat niet ter discussie dat de gemeente krachtens art. 1403 BW aansprakelijk is voor uitlatingen van het hoofd Bouw- en Woningtoezicht. Het arrest gaat dus niet over de risicoaansprakelijkheid van de gemeente voor fouten van ondergeschikten (6:170 BW) of vertegenwoordigers (6:172 BW).